# علي الزهراني
علي محمد الزهراني لاعب كرة قدم سعودي في خط الهجوم.

## مسيرة اللاعب
مثل نادي الوحدة في الفئات السنية و لعب بعدها لصالح نادي وج ونادي الوطني ونادي قلوة